# 中村宜聖
中村 宜聖（なかむら たかまさ、2000年7月3日 - ）は、大分県大分市出身の元プロ野球選手（外野手）。右投右打。NPBでは育成選手であった。
父親は日本文理大学硬式野球部監督の中村壽博。

## 経歴

### プロ入り前
大分市立大在小学校1年生の頃に「大在少年野球クラブ」において軟式野球を始め、大分市立大在中学校時代は硬式野球の「明野ボーイズ」で阪神タイガースに入団した小幡竜平とともにプレーし、4番・外野手で出場した3年生の秋の九州大会で優勝した。
高校は福岡県八女市の西日本短大附属高校に進学し、1年生の秋からベンチ入りを果たす。甲子園出場の経験はないが、2年生の春の春季九州大会2回戦に進出。3年生の夏の第100回選手権福岡大会は3回戦で沖学園高校に敗れた。
2018年10月25日に行われたプロ野球ドラフト会議において、福岡ソフトバンクホークスから育成ドラフト4位指名され、支度金300万円、年俸360万円（金額は推定）で契約合意に達し、12月6日、福岡市内のホテルで入団発表会見が行われた。背番号は142。

### プロ入り後
2019年は、二軍公式戦の出場は無く、三軍戦においては、66試合に出場し、打率.220、2本塁打、24打点を記録する。
2020年は、二軍公式戦には2試合に出場。三軍戦において49試合に出場し、打率.165、4打点の成績を残す。
2021年は、二軍公式戦は11試合に出場して、打率.211、1本塁打、4打点という成績だった。三軍戦は69試合に出場して、打率.182、3本塁打、26打点という成績だった。育成選手として入団後3年が経過したため、規約により11月1日に自由契約選手として公示されたが、育成選手として再契約した。
2023年10月5日、球団から戦力外通告を受け、「ホークスが大好きで、ホークスに評価していただいて入ってきた。大好きなホークスで活躍できなかった以上、ここで現役を辞めたいと思います」と、現役引退を表明した。

### 現役引退後
現役引退後の2024年からは、四軍用具担当兼四軍サブマネージャーを務める。

## 選手としての特徴
身体能力抜群で強肩、強打、俊足の三拍子揃った大型選手。恵まれた体格を活かした打撃で高校通算15本塁打を記録した。

## 人物
目標とする選手は内川聖一。小学6年生のときに参加した「内川聖一杯大分市学童軟式野球チャンピオン大会」において選手宣誓をした際に、内川から「一緒にやろうな」と声を掛けられプロを志すようになった。

## 詳細情報

### 年度別打撃成績
- 一軍公式戦出場なし

### 背番号
- 142（2019年 - 2023年）

### 登場曲
- 「Sucker For You」Matt Terry（2019年、2021年 - ）
- 「Uptown Funk」Mark Ronson（2019年）
- 「Going The Distance(Rocky)」Bill Conti （2020年）
- 「Eye of the Tiger」Survivor （2020年）
- 「スーパースター」ケツメイシ（2021年 - ）